# 大塚咲
大塚咲（日语：おおつか さき，1984年10月1日—），日本的AV女優。出身於日本東京都。屬於馬克斯集團。AV出道時以「小野沙樹」的藝名拍片。

## 略歴
- 2004年1月30日以小野沙樹藝名在VIP公司發行AV出道作品『感じるんです･･･』。
- 2006年中期以大塚咲的藝名活躍於AV界
- 2007年隱退。
- 2008年以大塚咲藝名復出於AV界。

小野沙樹時期，身材較不豐滿，後來隆乳後復出。由於體質的關係很會潮吹，又被稱為潮吹女王。
關於大塚的家庭，她已為人父母，但是仍在為了家庭而忙碌拍片。大塚咲不光拍片，而且還是一位畫家，但由於經濟不景氣，所以又重回舊業選擇了拍AV。
復出之後以拍無碼片為主。由於丈夫就是他的經紀人，因此也曾經和丈夫一起拍過一些片，也曾經拍過在丈夫面前做愛或被輪姦的片。

## 出演

### AV作品
小野沙樹 名義
- 感じるんです… (2004年1月30日、VIP)
- 官能聖女 (2004年2月20日、VIP)

### 無碼AV作品
大塚咲 名義
2009年
- キャットウォーク ポイズン 05 : 大塚咲（6月29日、CATWALK Entertainment） DVD & Blu-ray
- S Model 03 : 大塚咲（10月16日、スーパーモデルメディア） DVD &-ray
- 多彩なＧカップ妻～潮吹き女王誕生～ 大塚咲（10月17日、カリビアンコム）
- Gカップ潮吹き牝クジラ（10月29日、一本道）
- 多彩なＧカップ妻～潮吹き女王誕生～ 後編 大塚咲（11月3日、カリビアンコム）
- 激乱交で今日も満潮！（11月22日、一本道）

## 外部連結
- 大塚咲官方網誌 （页面存档备份，存于）
- 官方网站
- 大塚咲 (otsukasaki) - note
- 大塚咲 (otsukasaki_)的X（前Twitter）
- 大塚咲 (otsukasaki_)的Instagram帳戶